# Веттерн
Ве́ттерн (Веттер) (швед. Vättern) — второе по площади из шведских озёр после Венерна, а по глубине первое. Объём воды — 77 км³. Общая площадь озера — 1912 км², с береговой зоной — около 4503 км²; высота над уровнем моря 88 м. Самая глубокая точка расположена к югу от острова Висингсё (швед. Visingsö) и имеет глубину 128 метров. Средняя глубина озера — 40 метров. Длина береговой линии около 642 км. Уровень воды в озере поддерживается специальным оборудованием (ранее уровень воды часто менялся).

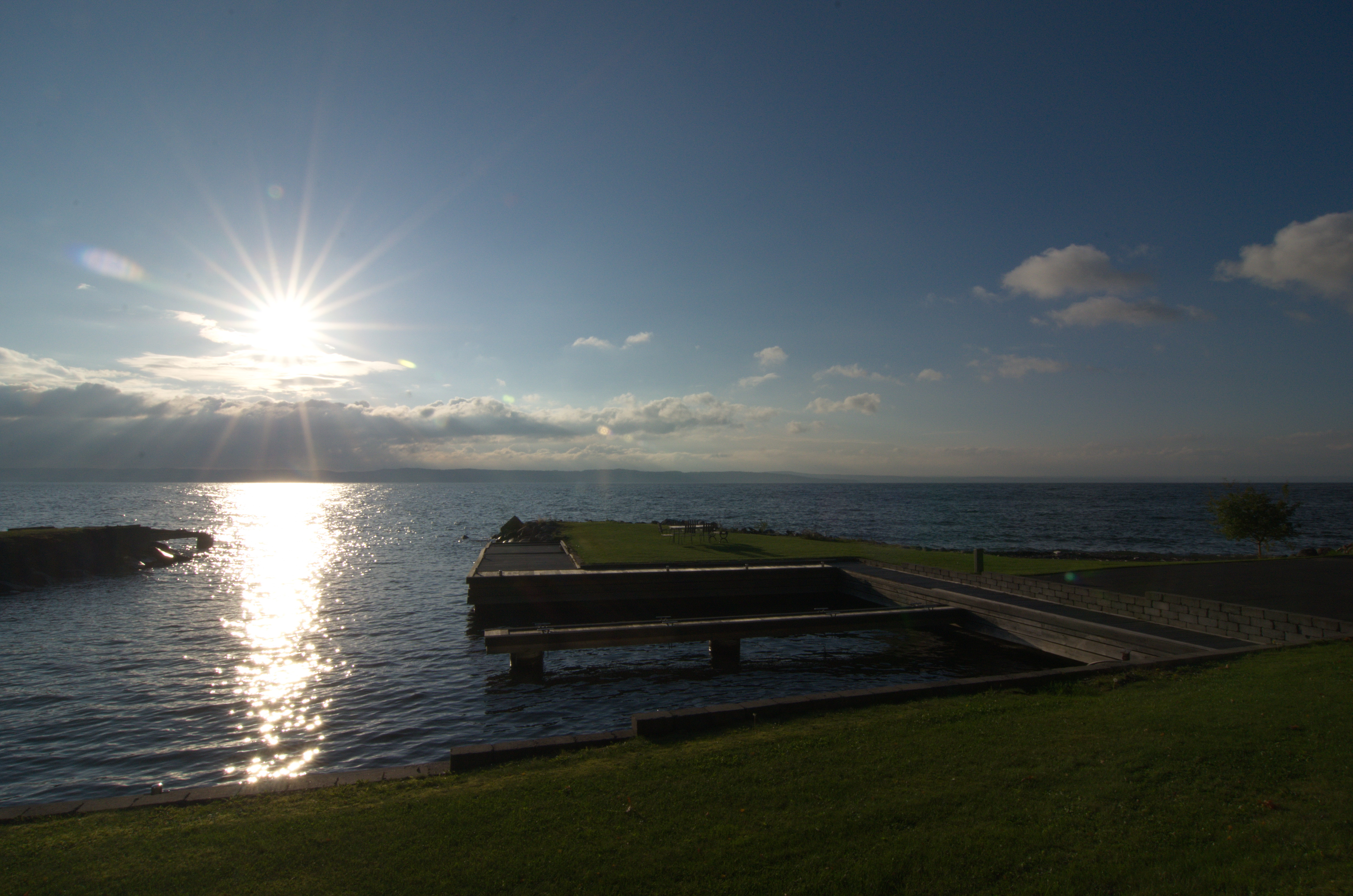
На берегу озера Веттерн

Образовалось около 8000 лет назад после приподнятия над поверхностью Анцилового моря. С востока и запада озеро окружено горами; имеет очень живописные берега; на большом красивом острове Висингсё в Средние века часто жили короли. Более поздняя королевская резиденция — Вадстенский замок — до сих пор высится на берегу озера.

Карта озера Веттерн с прилегающими поселениями

В озеро впадают незначительные притоки. Вытекает река Муталастрём (впадает в Балтийское море). Посредством Гёта-канала озеро соединено с Балтийским морем и озером Венерн (и далее с проливом Каттегат). На берегах озера лежат города Йёнчёпинг (на юге), Мутала (на востоке), Аскерсунд (на севере), Ю и Карлсборг (на западе).
Люди на берегах озера обитали уже в эпоху мезолита — из раскопок в Мутале на восточном берегу озера Веттерн известны останки семи мужчин, живших ∼8000 лет назад. Они имели митохондриальные гаплогруппы U2 и U5 и Y-хромосомные гаплогруппы I2a1 и I2c2.